# 유니스크라이브

유니스크라이브로 가능한 합자 처리의 예

유니스크라이브(Uniscribe)는 마이크로소프트 윈도우 OS에서 복잡한 유니코드 텍스트의 표시를 담당하는 부분이다. 글의 시작과 끝에서 한 문자가 서로 다른 모양(글리프)를 지니는 경우의 처리, 특정 문자 조합을 하나의 합자로 대체하는 처리 등이 가능하다.

## 같이 보기
- 팡고
- 합자